# Андронова, Инна Витальевна
Инна Витальевна Андронова — профессор, доктор экономических наук, учёный секретарь диссертационного совета, заведующая кафедрой Международных экономических отношений Российского университета дружбы народов.

## Биография
Поступила в Российский университет дружбы народов в 1993 году. Окончила РУДН в 2000 г. с красным дипломом и сертификатом переводчика с испанского языка.
В 2004 г. защитила кандидатскую диссертацию «Влияние официального многостороннего финансирования на социально-экономическое развитие стран Азии, Латинской Америки и России».
В 2015 году защитила докторскую диссертацию «Внешнеэкономическая безопасность РФ: новые угрозы и их нейтрализация в условиях ускоренной евразийской интеграции».

## Научная деятельность

### Преподавание
Преподаваемые дисциплины:
- Мировая экономика,
- Теория и практика международной деловой коммуникации,
- Международные экономические организации,
- Внешнеэкономическая безопасность,
- Геополитические и экономические интересы РФ в мире,
- Международные экономические отношения,
- Международные бизнес-коммуникации,
- Международный деловой этикет.

### Наука
Ученое звание — профессор с 23 октября 2019 г.
Должность — профессор
Степень — доктор экономических наук присвоена решением диссертационного совета Российской академии народного хозяйства и государственной службы Президента РФ.

### Научные интересы
- экономическая и внешнеэкономическая безопасность;
- экономические интересы России в регионах мира.

## Список публикаций
- Андронова И. В. Евразийский экономический союз: потенциал и ограничения для регионального и глобального лидерства. // Вестник международных организаций. — 2016. — Т II, № 2.[5]
- Андронова И. В., Колбикова Е. С. Концепция развития российской газовой отрасли на внешнем и внутреннем рынках // Вестник Российского университета дружбы народов. Серия: Экономика. — 2016. — № 4. — С. 31-38.[6]
- Андронова И. В., Гусаков Н. П. Перспективы развития Евразийского экономического союза в контексте внешнеэкономической безопасности Российской Федерации. // Вестник Российского университета дружбы народов, серия «Экономика». — 2015. — № 1. — 0,65 п.л.[7]